# Annamaria Marconi
Anna Maria Marconi è un personaggio immaginario dell'Universo Marvel.

## Biografia del personaggio
Annamaria Marconi, studentessa e ricercatrice presso l'Empire State University, incontrò Otto Octavius, che era nel corpo di Peter Parker nella saga Superior Spider-Man. Diventò poi la sua fidanzata, sviluppando per le Parker Industries dei pesci con un gene bio-luminescenti, da utilizzare come sorgente di luce. Quando l'esercito di Goblin aggredì New York, Annamaria venne rapita da Minaccia; in seguito venne salvata da Peter, dopo che quest'ultimo ebbe recuperato il suo corpo, grazie al sacrificio di Otto Octavius, comprendendo che Peter in realtà era Spider-Man. Peter le spiegò quindi dello scambio di menti e lei gli raccontò ciò che successe mentre era "via". Peter riconfermò il suo posto di lavoro alle Parker Industries e le promise di ospitarla nel loro appartamento per tutto il tempo necessario. Successivamente viene messa a capo della sede di Londra delle Parker Industries.